# Dicranomyia (Melanolimonia) occidua
Dicranomyia (Melanolimonia) occidua is een tweevleugelige uit de familie steltmuggen (Limoniidae). De soort komt voor in het Palearctisch gebied.